# گمینا گوژتسا
گمینا گوژتسا (به لهستانی:  Gmina Górzyca) یک گمینا در لهستان است که در شهرستان سووبیتسه واقع شده‌است. گمینا گوژتسا ۱۴۵٫۵۵ کیلومتر مربع مساحت و ۴٬۰۹۶ نفر جمعیت دارد.